# Јурјев-Пољски
Јурјев-Пољски (рус. Юрьев-Польский) град је у Русији у Владимирској области. Према попису становништва из 2010. у граду је живело 19588 становника.

## Становништво
| 1939.  | 1959.  | 1970.  | 1979.  | 1989.  | 2002.  | 2010.  |
| ------ | ------ | ------ | ------ | ------ | ------ | ------ |
| 15.138 | 16.801 | 22.096 | 21.091 | 22.247 | 19.906 | 19.588 |

## Градови побратими
- Хинчешти, Молдавија